# Шубки
Шубки — деревня в Руднянском районе Смоленской области России. Входит в состав Казимировского сельского поселения. Население — 109 жителей (2007 год). 
Расположена в западной части области в 7 км к югу от Рудни, в 9 км южнее автодороги А141 Орёл — Витебск, на берегу реки Сертея. В 8 км севернее деревни расположена железнодорожная станция Рудня на линии Смоленск — Витебск. 

## История
В годы Великой Отечественной войны деревня была оккупирована гитлеровскими войсками в июле 1941 года, освобождена в октябре 1943 года.